# Vodní elektrárna Três Marias
Vodní elektrárna Três Marias (potrugalsky Usina Hidrelétrica de Três Marias ) je vodní dílo na řece São Francisco v Brazílii. Je součástí energetické kaskády na řece São Francisco.

## Všeobecné informace
Vodní dílo Três Marias se nachází v místě s povodím 50 600 km², z celkové hodnoty povodí v řádu 630 000 km².
Zemní sypaná hráz o délce 2 700 m je v základu široká 600 m a dosahuje výšky 75 m. Zadržuje vody přehradní nádrže o ploše 1090 km². Nádrž poskytuje při celkovém objemu 19,5 km³ užitečný objem 15,3 km³. Nadmořská výška normální úrovně hladiny je 576 m.
Přelivový systém o 11 polích umožňuje převod 8 700 m³/s.
Ve strojovně elektrárny pracuje při optimálním spádu 46,1 metrů šest Kaplanových turbín o hltnosti 150 m³/s a výkonu 66 MW. Celkový stanovený výkon elektrárny je 396 MW.  

Prezident João Goulart při slavnostním zahájení provozu v červenci 1962

První práce byly zahájeny v září 1956, první jednotky uvedl do provozu při slavnostním otevření prezident Brazílie João Goulart 25. července 1962.
Energetický význam díla je ve vztahu k celkovému výkonu kaskády na řece São Francisco málo významný. Přehradní dílo však zadržuje prudké povodně na horním toku řeky a spolu se spodními přehradními nádržemi Sobradinho a Luiz Gonzaga umožňuje celoroční plynulou produkci mohutného systému Paulo Afonso.  
Vodní dílo je provozováno brazilskou energetickou společností Cemig.